# グラスバレー (企業)
グラスバレー（英語：Grass Valley Canada）はアメリカ合衆国の放送映像機器メーカー及びそのブランド。カリフォルニア州グラスバレーにて創業。現在の本社はカナダケベック州モントリオール。
2020年8月現在は、ブラックドラゴンキャピタルの傘下である。かつてはベルデンの傘下だった。

## 沿革
1959年にカリフォルニア州グラスバレーにて、ドナルド・ヘアー（Donald Hare）により創業。1964年に最初の映像機器として映像配信アンプをNABショーのホテルでデモを実施。1968年にグラスバレー・グループはビデオ・スイッチャーの1号機を発売し、評判を得た。
1974年にテクトロニクスと合併し、その後15年間は経営が安定していたが、テクトロニクスは1999年に映像機器事業を売却。グラスバレー・グループ社（Grass Valley Group, Inc.、略称GVG）として独立。
2002年にフランスの電機大手トムソン・マルチメディア（現テクニカラー社）がグラスバレー・グループ社を買収。2008年にトムソンが経営危機に陥り、2009年にはGVGの売却予定を発表
。2010年に投資団フランシスコ・パートナーズが買収し2011年からサンフランシスコを本拠に経営を開始。2013年に本社をオレゴン州ヒルズボロに移動。
2014年2月、米国ベルデン社がGVGの買収を発表。
2020年4月に、ブラックドラゴンキャピタルがグラスバレー株式の買収で合意、2020年7月2日に正式に買収が完了した。

旧グラスバレーロゴ

## グラスバレー株式会社
グラスバレー株式会社（Grass Valley K.K. ）は、日本のビデオ編集機器、コンピュータ周辺機器メーカー。現在はアメリカの大手電機メーカー、グラスバレー社の傘下である。旧トムソン・カノープス株式会社。旧称時のブランド名は、天体のカノープスと同様のCanopusを使用していた。カノープスのように、光り輝く企業であることが目標であり、社名の由来である。

### 沿革
- 1983年 - 神戸市東灘区にてカノープス電子株式会社創業。
- 1992年 - 社名をカノープス株式会社に変更。
- 2001年7月27日 - JASDAQ市場に新規登録。
- 2002年11月19日 - 東証2部に市場変更（銘柄コード:6774）。
- 2005年12月 - フランスの大手電機メーカートムソンが日本法人の子会社を通じて株式公開買い付け（TOB）を行うことになり、トムソングループ傘下となることが決定。
- 2006年6月30日 - トムソンの持株比率が94.31％になったため、上場廃止。
- 2007年 - グラスバレージャパンと経営統合し、グラスバレーの傘下となる。
- 2008年10月1日 - 社名をトムソン・カノープス株式会社に変更。
- 2011年3月1日 - 2011年1月にアメリカのグラスバレー社がテクニカラー（旧トムソン）グループから独立、それに伴い社名をグラスバレー株式会社に変更。
- 2011年11月1日 - 本社機能を神戸クリスタルタワーに移転。
- 2012年2月 - MEDIAEDGE事業を新設されたMEDIAEDGE株式会社に譲渡[8]。

### 製品の歴史

#### 創業～1990年代前半
カノープス電子株式会社として初めての製品は、NEC PC-98用のZ80ボードであるPlus80(PLUS･80、PLUS-80　SYSTEM(プラスエイティ システム))。PC-88のクロス開発や、CP/M-80の動作環境として使用された。程なく、A/D変換ボードが主力となり、後のビデオキャプチャ製品に続く事になる。大阪に立ち寄ったビル・ゲイツに自社製JPEGコーデックのデモンストレーションを行う。

#### 1990年代

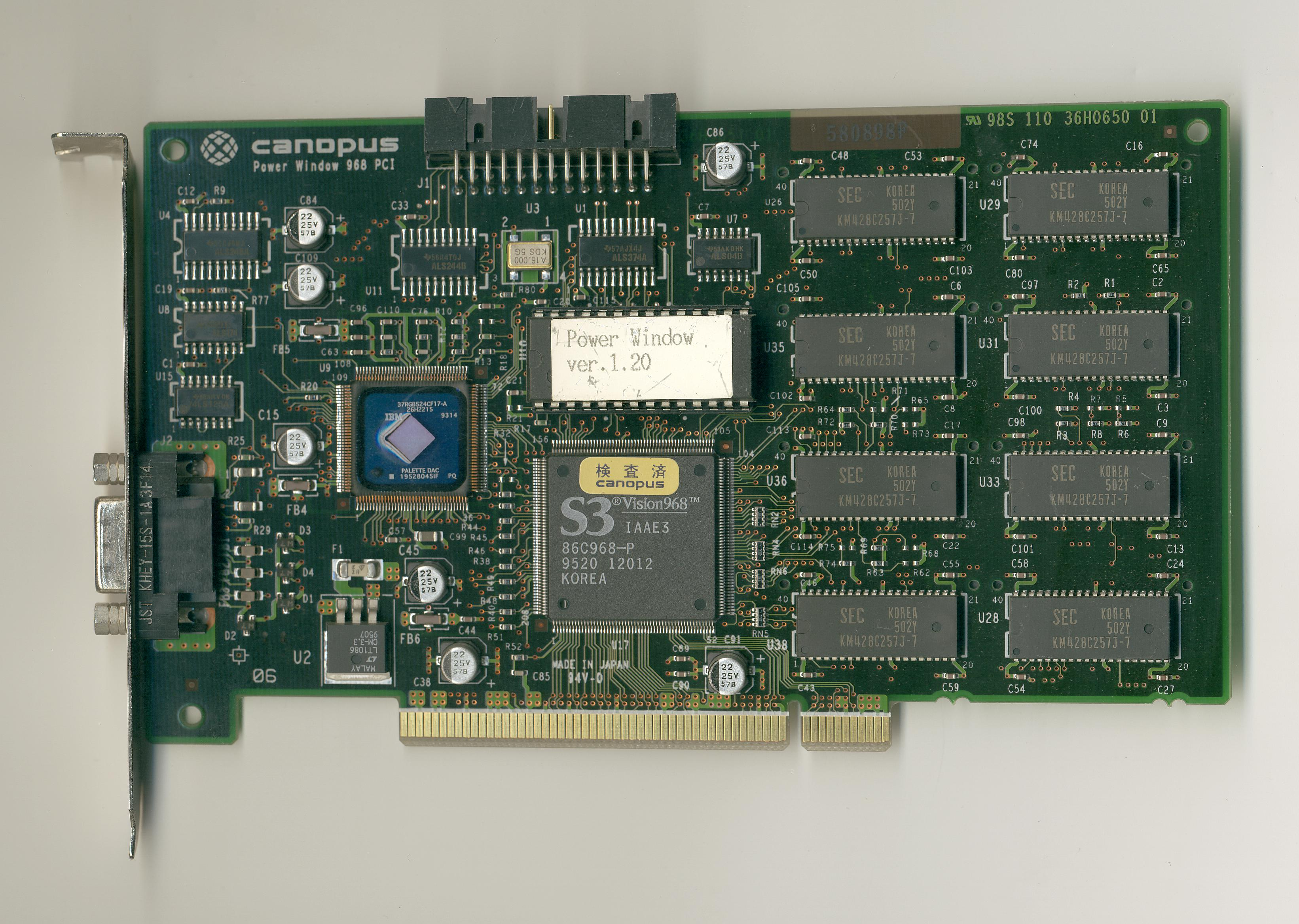
PowerWindow 968

Windowsへの移行に伴うグラフィックアクセラレータへの需要に対して、PowerWindowシリーズを発表。独自のドライバ技術により、他を圧倒する性能を見せたことから、その開発技術を讃えてカノープス・チューン（カノプーチューン）などの造語も生まれた。カノープス製の一部のグラフィックカード用ドライバは、同じグラフィックチップを搭載した他社のグラフィックカードに流用することも可能であったが、当該カードのメーカーが製作した純正ドライバよりも、カノープス製ドライバの方が動作安定性が高く、ベンチマークなどでも高い数値を示す例が多く見られたため、カノープスは日本製PCハードウェアベンダとしての地位を確立していった。グラフィックカードにおけるカノープス・チューンが顕著に見られる一例に、NEC PC-9800シリーズのCバス用拡張ボードとしてリリースされた、PowerWindow968が挙げられる。当該製品のグラフィックチップには、Cバスの転送速度を鑑みれば明らかにオーバースペックと言えるS3のVision968が実装されていたが、ボトルネックを感じさせない速度で動作し、多くのユーザーを驚かせた。
また、A/D変換ボードの流れを汲むビデオキャプチャ製品を発表。
PowerCaptureシリーズは10年近く販売を続け、ロングセラーとなる。

#### 2000年代

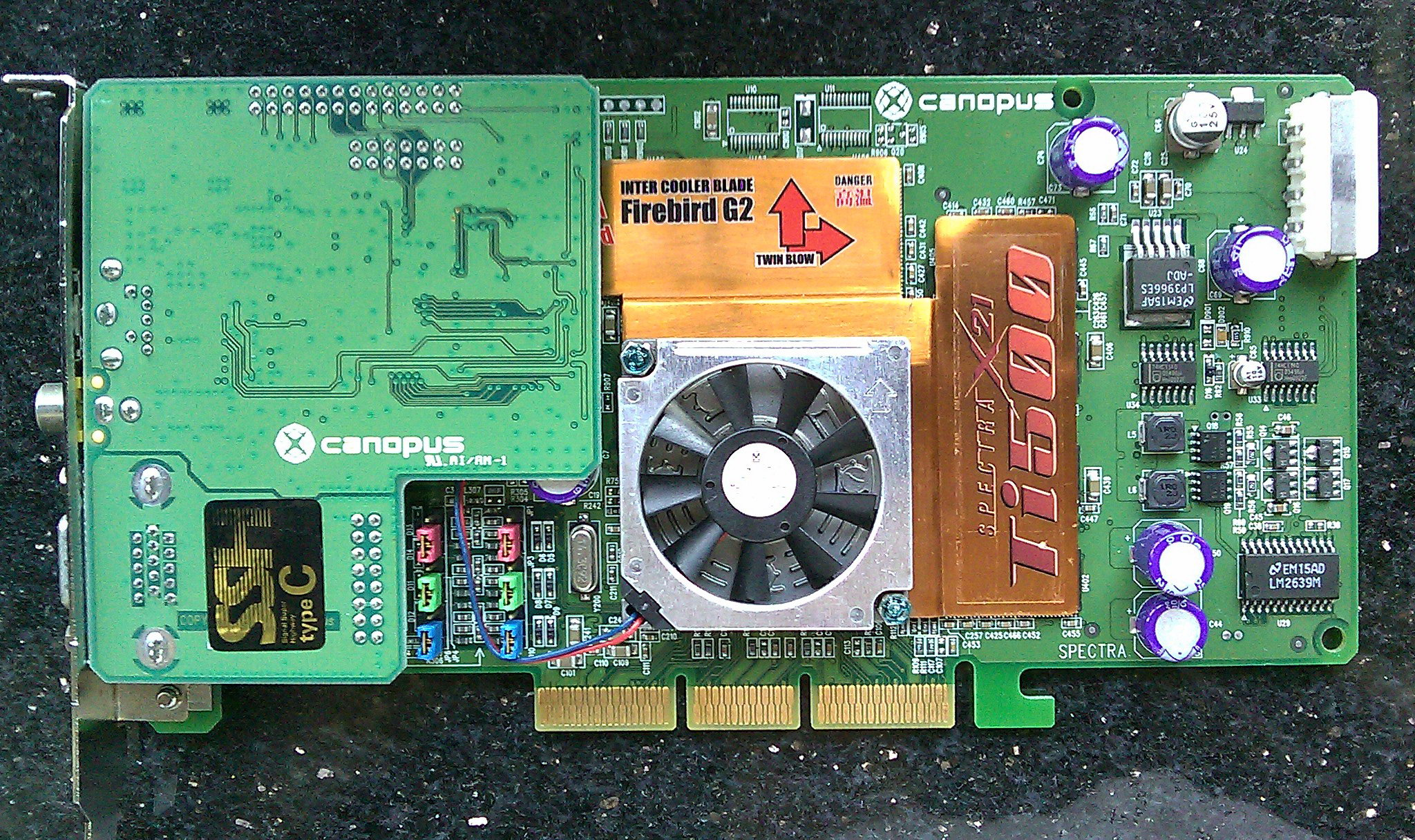
GeForce 3搭載ビデオカード・SPECTRA X21

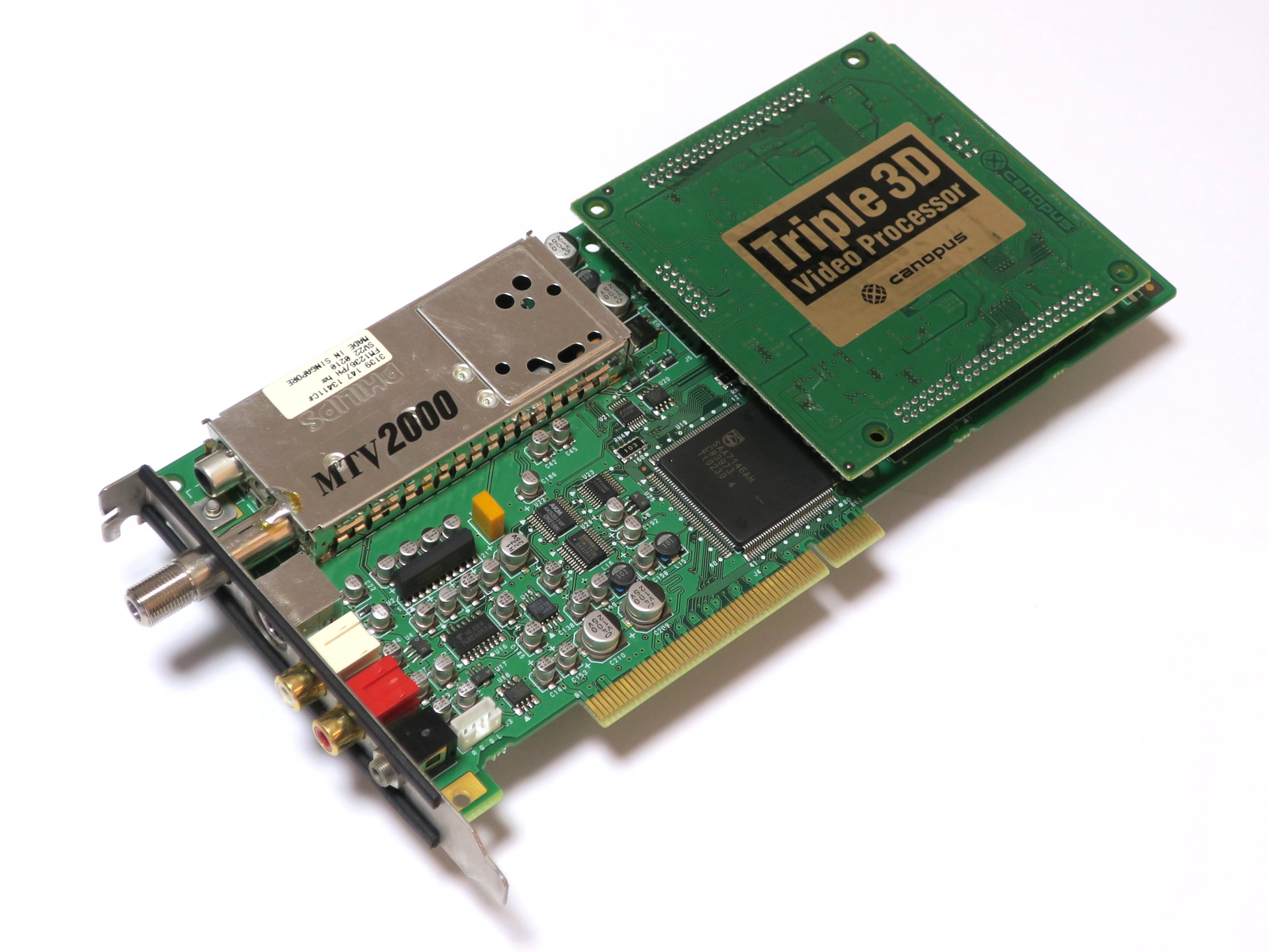
TVチューナーボード・MTV2000

グラフィックアクセラレータのコモディティ化に伴い、主力をビデオキャプチャ・TVチューナー・ビデオ編集に移し、MTV2000に代表されるMTVシリーズや、DVStorm-RTに代表されるDVシリーズがメインとなる。PowerWindowシリーズは、開発チーム G.I.WORKSによるPCエンスー向けの製品、SPECTRAシリーズとなる。また、普及型VODシステムのはしりとなるMediaEdgeシリーズを発表し、システム分野への進出を図る。

#### 現在
PC用TVチューナーのコモディティ化に伴い、軸足をビデオ編集・ビデオ配信に大きくシフト。これまでの蓄積を生かしたビデオ編集ソフトウェア、EDIUSを開発するなど、業務用ビデオ編集システムHDWSやモザイク編集システムMRL、ビデオ配信システムMediaEdgeなどをラインナップし、システム販売への転換が進んだ。トムソングループによる買収で、トムソン傘下の放送機器会社グラスバレーと経営統合し法人向けおよびプロのクリエイター向け編集機器の事業に特化し、個人向けはキャプチャーボードを残し、グラフィックアクセラレータ事業からは撤退。

### 製品特徴

#### ビデオ編集
高いコストパフォーマンス・新規格への対応・他メーカー製品との共存など、現場の声を盛り込んだ商品開発姿勢を特徴とする。従来のノンリニア編集機器（メーカーによる囲い込みによって、高価格なシステムを構築しなければならなかった）とは対照的に、PC周辺機器メーカーの強みを生かしたコンパクトで安価なシステムを提供していた。この点は、業務クラスのユーザーから高い評価を得ていた。
編集用ソフトウェアは、自社製ビデオ編集ソフト"～Edit"シリーズとAdobe Premiere（アドビシステムズ製）との組み合わせであったが、2003年にEDIUSが発表されて以降はそちらへの一本化が進んだ。

#### ビデオ配信
ビデオ編集と同様、PC周辺機器メーカーの強みを生かした、コンパクトで安価なシステムを提供している。
映画館や博物館、展示会などでのVODシステムなどに導入されている。2012年2月より、グラスバレー社によるMEDIAEDGE製品事業の譲渡が成立し、新たに設立されたMEDIAEDGE株式会社へ譲渡した。

#### グラフィックアクセラレータ
同社を代表するビデオカード製品ブランドであったSPECTRAシリーズはNVIDIA製のグラフィックチップを採用しつつも、リファレンスデザインを強く否定し高画質化機構を搭載しているとする独自設計の基板を採用したことで、他社製品に比べて高価格にもかかわらず高い人気を獲得した。しかしNVIDIAが自社のリファレンスデザイン以外のビデオカードを認めない姿勢を取ったため2002年8月発表のSPECTRA Light G64 AGPを最後に新製品が発売を中止。
2003年11月にはSpectraシリーズとは異なる「高品質工業部品」としてリファレンスデザインのOEM製ビデオカードを白箱の簡易パッケージに梱包したRFXシリーズを発売した。
2005年にはエンドユーザー向けグラフィックアクセラレータ製品としてMTVGAシリーズを発表した。これはハイビジョン出力に対応したATI Technologies（現・AMD）製のGPUを採用したリファレンスデザインのOEM製ビデオカード製品である。MTVGAシリーズはATi製GPUに搭載されている高画質動画再生機能Avivoは無効にされており使用できなくなっていた。2005年8月にはNVIDIA製GPU搭載モデルも発売されたが、2006年2月に発表されたMTVGA X1300Lを最後に、新製品の発表を中止。

#### PC用TVチューナー
急速にコモディティ化が進んだため、PCエンスー向け製品も縮小し、今まで販売したTVチューナーはWindows Vistaに対応しないことを発表した。

#### PC用ビデオキャプチャカード
フルHD対応のビデオキャプチャカードHDRECSを日本で初めて発売した。

### 主な導入実績
音声技術会社
- BULL

ポストプロダクション
- 東映デジタルセンター
- グロービジョン
- GZ-TOKYO
- 松竹映像センター
- IMAGICA Lab.

映像編集スタジオ
- キュー・テック
- ソニーPCL

### 主な制作実績
映画
- 帝一の國(フジテレビムービー 2017年 永井聡監督)
- 未来のミライ(日テレ×MOVIE 日本テレビ開局65周年記念作品 2018年 細田守監督)
- ドラゴンクエスト ユア・ストーリー(日テレ×MOVIE 2019年 山崎貴総監督 八木竜一/花房真共同監督)
- 映画 妖怪学園Y 猫はHEROになれるか(TV TOKYO開局55周年記念作品 2019年 高橋滋春監督)

テレビドラマ
- スーパー戦隊シリーズ
  - 快盗戦隊ルパンレンジャーVS警察戦隊パトレンジャー(tv asahi創立60周年記念作品 2018年-2019年)
  - 騎士竜戦隊リュウソウジャー(tv asahi開局60周年記念作品 2019年-)
- 仮面ライダーシリーズ
  - 仮面ライダージオウ(石ノ森章太郎生誕80周年記念作品 tv asahi創立60周年記念作品 2018年-2019年)
  - 仮面ライダーゼロワン(tv asahi開局60周年記念作品 2019年-2020年)
- ウルトラシリーズ
  - ウルトラマンタイガ(TV TOKYO開局55周年記念作品 2019年)

テレビアニメ
- ブラッククローバー(2017年-)
- 爆丸バトルプラネット(TV TOKYO開局55周年記念作品 2019年-)
- 妖怪ウォッチ!(TV TOKYO開局55周年記念作品 2019年-)

インターネット配信